# Peggy Webling
Peggy Webling est une dramaturge, romancière et poète anglaise née le 1er janvier 1871 et morte le 27 juin 1949.
Sa pièce Frankenstein de 1927, d'après Mary Shelley, est connue pour avoir nommé la créature Frankenstein d'après son créateur et pour être l'inspiration du film de 1931 réalisé par James Whale.